# Amy, la niña de la mochila azul: en concierto
Amy, la niña de la mochila azul: en concierto
, es un DVD de la actriz y cantante mexicana Danna Paola. Debido al éxito que tuvo la telenovela Amy, la niña de la mochila azul, y los dos discos que salieron de dicha telenovela (Amy, la niña de la mochila azul vol. 1 y Vol. 2), se realizó un concierto en el Auditorio Nacional que fue grabado en vivo y lanzado en DVD, donde se interpretaron los temas de la telenovela. En el concierto participaron Danna Paola, Joseph Sasson, Tatiana, entre otros.

## Lista de canciones[5]
1. Azul como el Ccielo
2. Amy Amy
3. Reconstruyamos el Bucanero
4. El Tiburón Chimuelo
5. Cazadores de Tesoros
6. Piratas del Risco
7. Valiente
8. Una Señal
9. El Mapa del Tesoro
10. La Fogata
11. Minerva No Te la Lleves
12. Milagrito
13. Amor de Niños
14. La De la Mochila Azul
15. Chiquita Pero Picosa
16. Ritual de Iniciación
17. Caminos de Luz
18. Azul Como el Cielo (Encore)

- Extras: Galería de Fotos/Juego de Amy